# 许有志
许有志（1989年12月13日—），是一名中国足球运动员，现效力中国足球超级联赛球队江苏舜天，司职中后卫。

## 俱乐部生涯
2008年，许有志进入中国足球甲级联赛球队重庆力帆一线队名单，开始职业足球生涯，在当赛季他跟随球队以联赛亚军的成绩升级。2009年4月3日，他在中超联赛第三轮重庆力帆客场0比2不敌天津泰达的比赛中第91分钟替补刘家林出场，上演中超联赛首秀。4月12日，他在联赛第四轮重庆力帆主场对阵河南建业的比赛第一次首发并踢满全场，但由于失误导致对手破门，最终重庆力帆1比2不敌对手。6月份，荷兰教练阿里汉入主重庆力帆后，许有志成为球队的绝对后防主力，他在2009赛季出场22次，但最终重庆力帆战绩不佳，提前一轮以联赛倒数第一的成绩降级。不过在2010年2月底，重庆力帆因为中国足协对成都谢菲联足球俱乐部和广州足球俱乐部作出勒令降级处罚而获利，得以留在中超。但许有志在2010赛季没有再获得出场机会，跟随球队在赛季结束后以倒数第二的成绩再度降级。2011年7月，许有志收的邀请前往比利时足球乙级联赛升班马海斯特试训，虽然海斯特有意签入许有志，但由于转会模式出现分歧而告吹。他在2011赛季中甲联赛出场8次，没有进球。
2012年1月16日，中国足球超级联赛球队江苏舜天正式宣布签入许有志，他和球队签约四年。7月8日，他在江苏舜天主场2比2战平上海申花的比赛第79分钟替补姜嘉俊出场，首次代表江苏舜天亮相。他在2012赛季担任球队替补中后卫，出场4次，仅在最后一轮客场对阵广州富力的比赛中首发出场，跟随江苏舜天以联赛亚军的成绩历史上首次获得亚足联冠军联赛的参赛资格。2013年3月3日，他进入江苏舜天参加2013年中国足球协会超级杯的替补名单，但没有出场，跟随球队2比1击败广州恒大，历史上首夺超级杯冠军。

## 荣誉
江苏舜天
- 中国足球协会超级杯：2013